# Porte d'Arcueil
La porte d'Arcueil est une porte de Paris, en France, située dans le 14e arrondissement à l'angle du Parc Montsouris.

## Situation et accès
La porte d'Arcueil se trouve dans le prolongement de la rue Émile-Deutsch-de-La-Meurthe à son croisement avec le boulevard Jourdan, et correspond à une ancienne porte de l'enceinte de Thiers. Au-delà du boulevard périphérique, la zone de la porte d'Arcueil débouche à la limite des villes de Gentilly et de Montrouge, après avoir longé les pavillons de la Cité internationale universitaire de Paris. Elle se trouve à 500 m à l'est de la porte d'Orléans et 600 m à l'ouest de la porte de Gentilly.
La porte d'Arcueil est desservie par le tramway de la ligne T3a et, à la gare de Cité universitaire, par la ligne B du RER.

## Origine du nom
Elle porte ce nom car elle conduit à Arcueil.

## Historique
Cette porte percée dans l'enceinte de Thiers au milieu du XIXe siècle contrôlait l'entrée du chemin des Prêtres, et était située sur la partie du territoire de Gentilly annexé par Paris en 1925.
La partie intérieure de la porte a été absorbée en partie par la rue Émile-Deutsch-de-La-Meurthe et la partie extérieure par l'avenue David-Weill.

Porte d'Arcueil par Eugène Atget entre 1910 et 1913
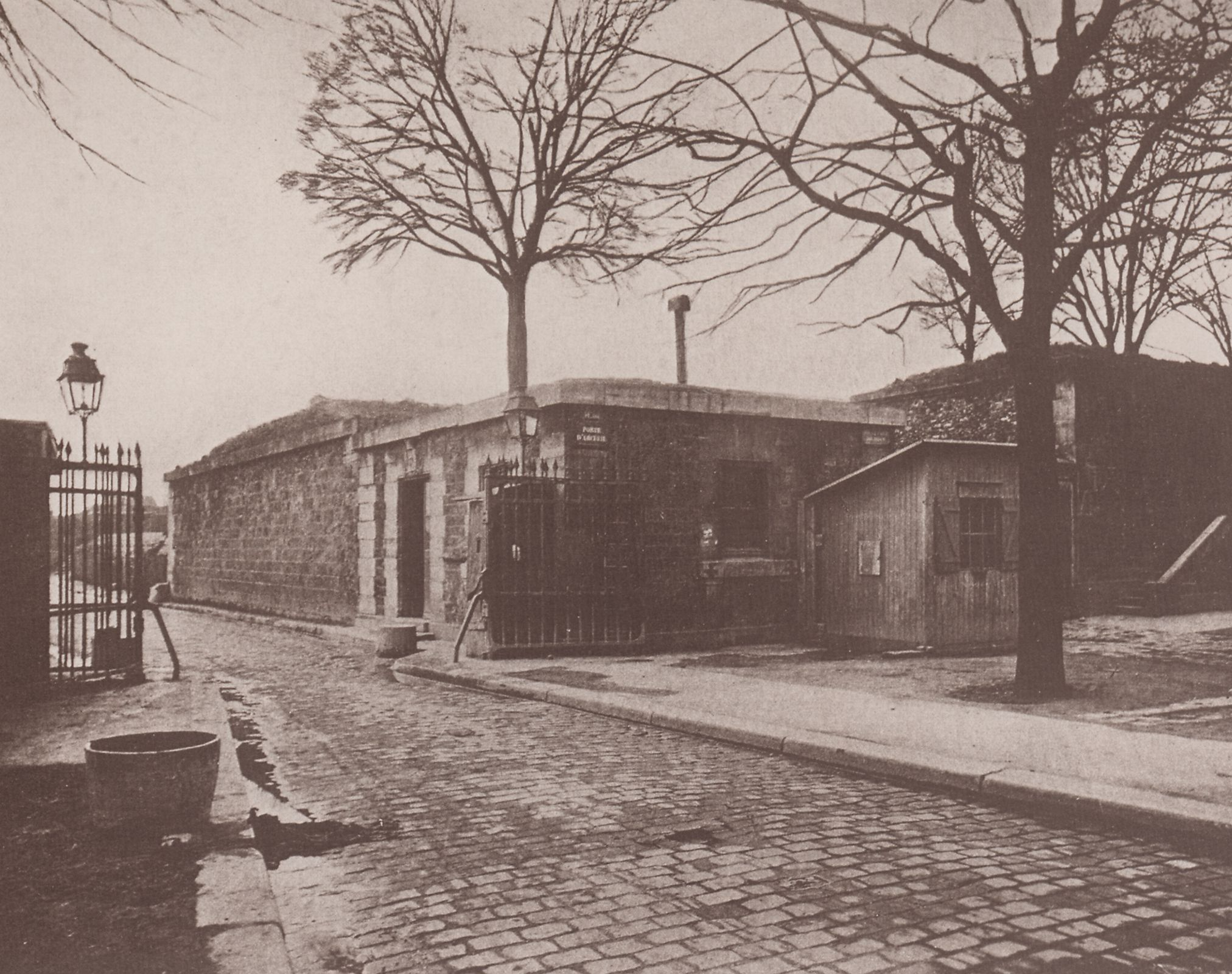
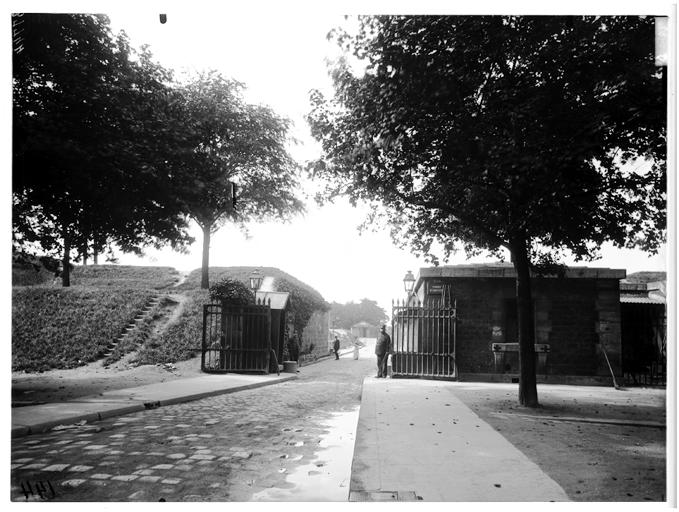
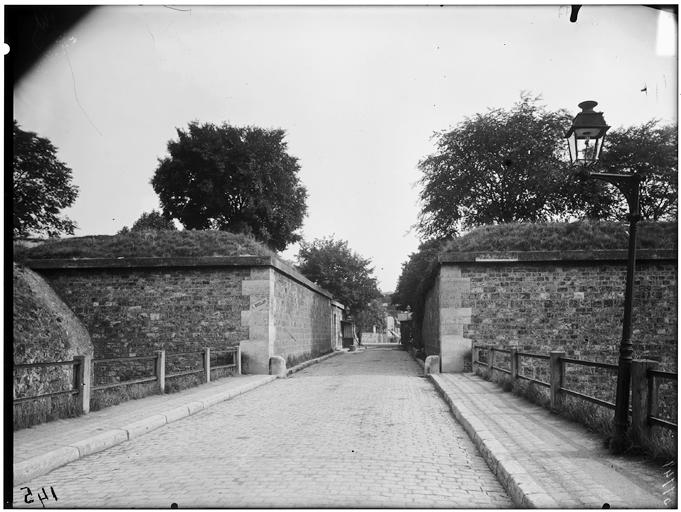

## Bâtiments remarquables et lieux de mémoire
La porte d'Arcueil bénéficie de l'environnement de la Cité internationale universitaire de Paris et du parc Montsouris dont l'entrée sud donne directement sur la porte.